# C&A

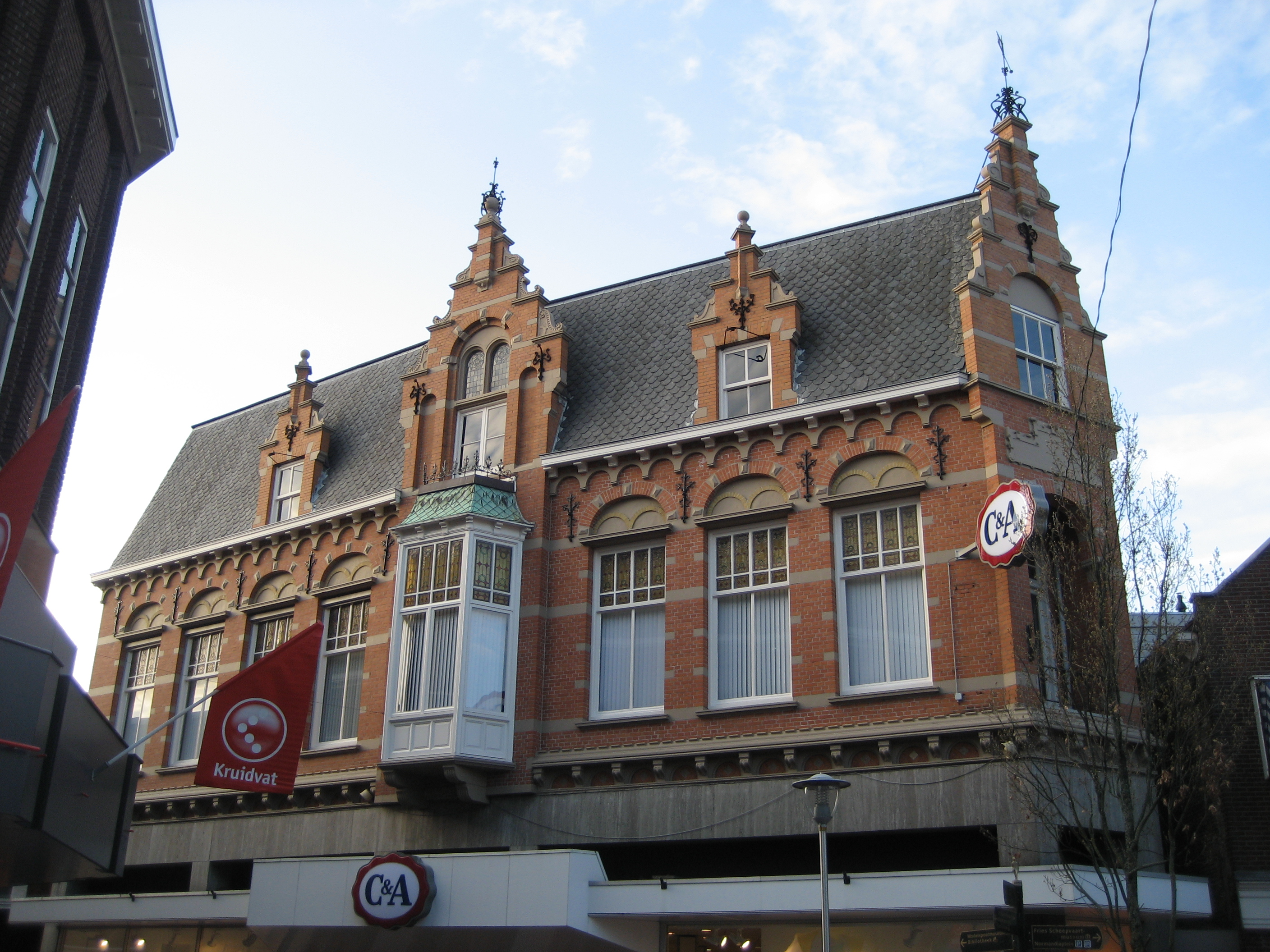
Local de C&A, Sneek, Países Bajos.

C&A ([se en a] en neerlandés) es una cadena internacional de negocios de ropa. Surge en Sneek (Países Bajos) en 1841, con los hermanos Clemens y August Brenninkmeijer, al fundar una sociedad bajo el nombre de C&A.

## Historia
El 1881 se abrió una sucursal en Leeuwarden (Países Bajos) y en 1893 C&A abrió una nueva sucursal en Ámsterdam (Países Bajos).
Antes de la Primera Guerra Mundial, descendientes de la familia continuaron con la expansión de las tiendas. Comenzaron por Alemania (1911), donde la industria del vestido estaba floreciendo. En 1920 llegaron al Reino Unido.
Al comienzo de la Segunda Guerra Mundial, las diferentes tiendas contaban con la imagen de una cadena de tiendas departamentales.
Hasta los años 1960 se reanuda la expansión. Comienza por Bélgica (1963), Francia (1972), Brasil (1976), Suiza (1977), Luxemburgo (1982), España (1983), Austria (1984), Portugal (1991), Argentina (1996), México, Irlanda y la República Checa (1999), Polonia (2001), Hungría (2002) y Rusia (2005).
Por muchos años C&A tuvo importante presencia en los altos sectores del Reino Unido. Sin embargo, la estrategia de la compañía de vender ropa estándar costosa la hizo vulnerable a competidores más baratos.
En 2000, C&A anunció su intención de abandonar el mercado británico y cerrar sus locales en 2001. La compañía tuvo similares problemas en Europa, y recientemente trató de reinventarse, mejorando calidad, bajando costos y mostrándose una imagen accesible a los bajos presupuestos familiares. Irónicamente, la cadena Primark ha sido un éxito en recrear la política empresarial que hizo fuerte en el pasado a C&A.
Esto fue posible debido a la imagen establecida de la marca C&A, que intentó sobrevivir, y finalmente lo ha conseguido.
La sede central se ubica en Bruselas y en Düsseldorf. Sus marcas son: Clockhouse, Westbury y Your Sixth Sense.
En México C&A Moda estableció su primera tienda en la ciudad de Puebla en febrero de 1999.
Ahora la empresa tiene su mayor sede en México y es también en este país donde tiene el mayor número de tiendas con localidades en las principales aglomeraciones urbanas como Ciudad de México, Monterrey, Guadalajara, Veracruz, Coatzacoalcos, Orizaba, Xalapa, Puebla, Cancún, Chihuahua, Durango, Aguascalientes, Villahermosa, Torreón, Mérida, León, Baja California Norte, Tuxtla Gutiérrez Chiapas, etc.
Algo curioso es que la empresa tuvo la iniciativa de lanzar al mercado su propia marca de "papas fritas preparadas" en los años de 2016, 2018 & 2022 exclusivamente en México. Al ser una botana típica y del agrado de todos los mexicanos y como era de esperarse, las papas fritas fueron del agrado de la mayoría del público y es por eso que constantemente C&A las trae de regreso por tiempo limitado en varias de sus tiendas alrededor del país.
En España tiene la sede social en un polígono industrial de Alcobendas. Su tienda más conocida está situada en el antiguo edificio del Cine Salamanca, exponente del art decó en Madrid, en el que en una actuación ejemplar han respetado el 95 % del edificio original, con el beneficio de que turistas que acuden a visitar el edificio salen con compras realizadas. En España tiene un total de 131 tiendas.
En 2009 abandona el mercado argentino. En julio de 2009 C&A cierra la cadena de bajo costo "Avanti" después de 8 meses de operación dada a la escasa respuesta del público español, la falta de rentabilidad y por no encontrar locales comerciales que se ajusten a las necesidades de la firma, cancelando así todo proceso de expansión que tenía planeado en ese país.

## Controversias
En diciembre de 2021, el Centro Europeo de Derechos Constitucionales y Humanos presentó una denuncia penal ante un tribunal holandés contra C&A y otras marcas, incluidas Lidl y Hugo Boss, alegando que se beneficiaron y fueron cómplices del uso de trabajo forzoso por parte de uigures en Xinjiang.